# Eefje Prankje Wegener
Eefje Prankje Wegener (Amsterdam, 30 november 1908 - Apeldoorn, 19 februari 1958) was een Nederlandse papyrologe die tevens een bijdrage leverde aan het historisch onderzoek naar de stad Leiden.

## Biografie
Eefje Prankje Wegener was de dochter van Klaas Wegener (kapitein-gezagvoerder, Nieuwe Pekela, 1875 - Wassenaar, 1932) en Pieternella van der Ploeg (huisvrouw, Zierikzee, 1879 - Oegstgeest, 1952). Zij groeide op in Rotterdam en Wassenaar, en deed in 1929 eindexamen aan het Tweede Stedelijk Gymnasium in Den Haag. In datzelfde jaar schreef zij zich in als studente te Leiden, waar ze studeerde bij B.A. van Groningen. Zij behaalde haar kandidaatsexamen op 26 mei 1932 en haar doctoraalexamen Klassieke Taal- en Letterkunde op 18 mei 1934 cum laude.
Met een toelage van het Fruin-fonds kon Wegener vervolgens haar studie verdiepen bij gerenommeerde papyrologen in het buitenland. Zij werkte in Parijs onder P. Collart, G. Rouillard, A. Dain en P. Collinet. In Londen werkte ze samen met T.C. Skeat, curator papyrorum van het British Museum, en publiceerde samen met hem de uitgave van een papyrus uit het museum. In Oxford werkte ze samen met E. Lobel, T.C. Skeat en C.H. Roberts, bekend van hun werk aan de Oxyrhynchus papyri. Ze werkte hier aan uitgaven van Griekse papyri in de Bodleian Library en in de Papyrology Rooms van het Ashmolean Museum. 
Op 19 november 1941 promoveerde Wegener in Leiden op het proefschrift “Some Oxford papyri”. De universiteit was in november 1940 weliswaar gesloten, maar er was vanaf april 1941 een korte periode waarin examens en tentamens tijdelijk werden toegestaan.
In 1944-1945 werkte Wegener samen met H.A. van Oerle aan een concordantie van een aantal bronnen, die werden gecombineerd tot het “Register van de huizen in Leiden 1581-1585-1601”, een reconstructie van alle huizen en hun eigenaren/bewoners uit die tijd. De vier verwerkte bronnen waren de Grachten- en Stratenboeken van Salomon van Dulmenhorst, de Volkstelling van 1581, het Register Vetus 1585 en het Oudt Belastingboeck 1601. De door Wegener en Van Oerle samengebrachte informatie in het huizenregister werd echter pas in 1975 verwerkt in publicaties.
Na de heropening van de Universiteit Leiden in 1945 kreeg Wegener een aanstelling aan het Leids Papyrologisch Instituut. Haar taak was het werk aan de Berichtigungsliste der Griechischen Papyrusurkunden aus Ägypten (een regelmatig verschijnende publicatie). In 1947 werd zij daarnaast privaat-docent; op 3 december van dat jaar gaf zij haar openbare les “De betekenis der grafologie voor de Griekse papyrologie”. Tot in 1955 was ze in dienst als “assistente”, later “hoofdassistente bij Griekse Papyrologie”.
Wegener overleed op 19 februari 1958 in Apeldoorn. De omstandigheden zijn onbekend; haar wetenschappelijke productiviteit verminderde vanaf 1956, maar volgens de overlijdensadvertentie was haar overlijden “plotseling”.

## Publicaties
Wegener had met name interesse voor het onderwerp van de stedelijke administratie in Grieks-Romeins Egypte.

Bibliografie: E. Boswinkel, ‘Lijst van geschriften van mej. Dr. E.P. Wegener’, Jaarbericht Ex Oriente Lux 15 (1957-1958), p. 8 = Papyrologica Lugduno-Batava, vol. XXIII (Leiden 1985), pp. 60-61. 